# Walk a Mile in My Shoes: The Essential 70s Masters
| Recensione                    | Giudizio |
| ----------------------------- | -------- |
| AllMusic                      | [ 1 ]    |
| MusicHound                    | [ 2 ]    |
| The Rolling Stone Album Guide | [ 3 ]    |
| Rough Guides                  | [ 4 ]    |

Walk a Mile in My Shoes: The Essential '70s Masters è un box set di Elvis Presley pubblicato nel 1995.

## Contenuti
Si focalizza sugli anni settanta, il terzo e ultimo decennio della carriera di Presley. Inizialmente pubblicato sotto forma di cofanetto di LP, include un set di cartoline e un booklet ad opera di Dave Marsh. Il box set venne certificato disco d'oro dalla Recording Industry Association of America il 15 luglio 1999.

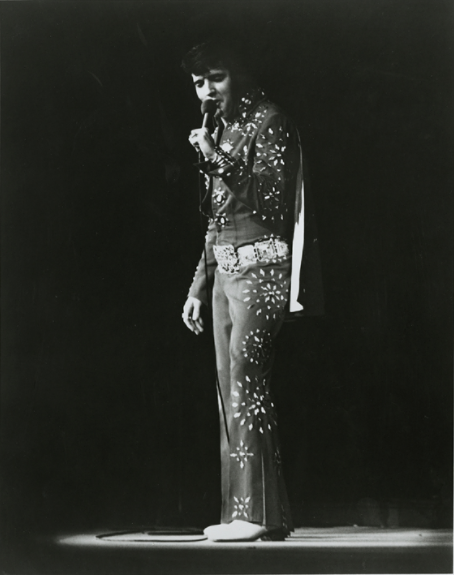
Elvis in concerto nel 1973

I primi due dischi raggruppano tutti i lati A e B dei singoli pubblicati da Elvis negli Stati Uniti durante gli anni settanta, con le eccezioni di Kentucky Rain/My Little Friend, e della B-side Mama Liked the Roses, registrate negli anni sessanta; il singolo gospel He Touched Me / Bosom of Abraham, Only Believe e Help Me, già incluse in Amazing Grace: His Greatest Sacred Performances; e O Come All Ye Faithful, la B-side del singolo natalizio del 1971 Merry Christmas, Baby. Gli ultimi due singoli usciti postumi, My Way / America the Beautiful del novembre 1977, e Unchained Melody / Softly as I Leave You del febbraio 1978, sono anch'essi esclusi, sebbene Unchained Melody sia presente nel quinto disco del box, e versioni diverse di My Way e Softly As I Leave You siano presenti in altri dischi del set. Dei 23 singoli statunitensi inclusi, 19 entrarono nella top 40, dei quali The Wonder of You e Burning Love raggiunsero la top 10. Inoltre sono incluse anche quattro tracce pubblicate su 45 giri solo in Gran Bretagna: I Just Can't Help Believin' / How the Web Was Woven, Green Green Grass of Home, e Loving Arms, lato B inglese di My Boy.
I dischi 3 e 4 contengono tracce di studio provenienti da svariati album, con 10 inediti e varie versioni alternative di brani noti. Particolarmente rare e degne di nota le inclusioni della precedentemente inedita versione in studio della Lady Madonna dei Beatles, e l'accenno appena abbozzato del primo verso di I Shall Be Released di Bob Dylan, anch'esso inedito.
Il quinto disco mette insieme la scaletta di uno spettacolo tipico di Presley dell'epoca, traendo materiali da diversi show del periodo 1970-1972, con 21 canzoni per una durata complessiva di un'ora circa. Undici delle tracce dal vivo sono versioni inedite.

## Tracce

### Disc 1: The Singles
| Traccia | Incisione | N° Catalog. | Data     | Classifica | Titolo                              | Autori                                                            | Durata |
| ------- | --------- | ----------- | -------- | ---------- | ----------------------------------- | ----------------------------------------------------------------- | ------ |
| 1.      | 18/2/70   | 47-9835     | 20/4/70  | #9         | The Wonder of You                   | Baker Knight                                                      | 2:34   |
| 2.      | 4/6/70    | 47-9873     | 14/7/70  | #32        | I've Lost You                       | Alan Blaikley & Ken Howard                                        | 3:30   |
| 3.      | 7/6/70    | 47-9873b    | 14/7/70  |            | The Next Step Is Love               | Paul Evans & Paul Parnes                                          | 3:31   |
| 4.      | 6/6/70    | 47-9916     | 6/10/70  | #11        | You Don't Have to Say You Love Me   | Vicki Wickham, Simon Napier-Bell, Pino Donaggio, Vito Pallavicini | 2:30   |
| 5.      | 8/6/70    | 47-9916b    | 6/10/70  |            | Patch It Up                         | Eddie Rabbitt & Rory Bourke                                       | 3:08   |
| 6.      | 7/6/70    | 47-9960     | 8/12/70  | #21        | I Really Don't Want to Know         | Howard Barnes & Don Robertson                                     | 2:54   |
| 7.      | 8/6/70    | 47-9960b    | 8/12/70  |            | There Goes My Everything            | Dallas Frazier                                                    | 2:58   |
| 8.      | 22/9/70   | 47-9980     | 3/2/71   | #33        | Rags to Riches                      | Richard Adler & Jerry Ross                                        | 1:54   |
| 9.      | 22/9/70   | 47-9980b    | 3/2/71   |            | Where Did They Go, Lord             | Dallas Frazier & A.L. "Doodle" Owens                              | 2:27   |
| 10.     | 6/6/70    | 47-9985     | 25/5/71  | #53        | Life                                | Shirl Milete                                                      | 3:10   |
| 11.     | 20/5/71   | 47-9998     | 22/6/71  | #36        | I'm Leavin'                         | Michael Jarrett & Sonny Charles                                   | 3:51   |
| 12.     | 6/6/70    | 47-9998b    | 22/6/71  |            | Heart of Rome                       | Alan Blaikley, Ken Howard, Geoff Stephens                         | 2:53   |
| 13.     | 20/5/71   | 48-1017     | 21/9/71  | #51        | It's Only Love                      | Mark James & Steve Tyrell                                         | 2:41   |
| 14.     | 4/6/70    | 48-1017b    | 21/9/71  |            | The Sound of Your Cry               | Bernie Baum, Bill Giant, Florence Kaye                            | 3:17   |
| 15.     | 11/8/70   | 2158        | 11/71    | UK #6      | I Just Can't Help Believin'         | Cynthia Weil & Barry Mann                                         | 4:34   |
| 16.     | 5/6/70    | 2158b       | 11/71    |            | How the Web Was Woven               | David Most & Clive Westlake                                       | 3:25   |
| 17.     | 17/5/71   | 74-0619     | 4/1/72   | #40        | Until It's Time for You to Go       | Buffy Sainte-Marie                                                | 2:17   |
| 18.     | 20/5/71   | 74-0619b    | 4/1/72   |            | We Can Make the Morning             | Jay Ramsey                                                        | 3:54   |
| 19.     | 16/2/72   | 74-0672     | 4/4/72   | #66        | An American Trilogy                 | Mickey Newbury                                                    | 4:30   |
| 20.     | 15/3/71   | 74-0672b    | 4/4/72   |            | The First Time Ever I Saw Your Face | Ewan MacColl                                                      | 3:42   |
| 21.     | 28/3/72   | 74-0769     | 1/8/72   | #2         | Burning Love                        | Dennis Linde                                                      | 2:50   |
| 22.     | 29/3/72   | 74-0769b    | 1/8/72   |            | It's a Matter of Time               | Clive Westlake                                                    | 3:02   |
| 23.     | 27/3/72   | 74-0815     | 31/10/72 | #20        | Separate Ways                       | Red West & Richard Mainegra                                       | 2:36   |

### Disc 2: The Singles
| Traccia | Incisione | N° Catalog. | Data     | Classifica | Titolo                          | Autori                                                             | Durata |
| ------- | --------- | ----------- | -------- | ---------- | ------------------------------- | ------------------------------------------------------------------ | ------ |
| 1.      | 29/3/72   | 74-0815b    | 31/10/72 |            | Always on My Mind               | Johnny Christopher, Mark James, Wayne Carson                       | 3:37   |
| 2.      | 28/3/72   | 74-0910b    | 4/3/73   |            | Fool                            | Carl Sigman & James Last                                           | 3:30   |
| 3.      | 14/1/73   | 74-0910     | 4/3/73   | #17        | Steamroller Blues               | James Taylor                                                       | 3:04   |
| 4.      | 23/7/73   | APBO 0088   | 22/9/73  | #41        | Raised On Rock                  | Mark James                                                         | 2:38   |
| 5.      | 23/7/73   | APBO 0088b  | 22/9/73  |            | For Ol' Times Sake              | Tony Joe White                                                     | 3:36   |
| 6.      | 22/7/73   | APBO 0196   | 11/1/74  | #39        | I've Got a Thing About You Baby | Tony Joe White                                                     | 2:20   |
| 7.      | 21/7/73   | APBO 0196b  | 11/1/74  |            | Take Good Care of Her           | Arthur Kent & Edward C. Warren                                     | 2:51   |
| 8.      | 11/12/73  | APBO 0280   | 10/5/74  | #17        | If You Talk in Your Sleep       | Red West & Johnny Christopher                                      | 2:34   |
| 9.      | 15/12/73  | PB 10074    | 27/9/74  | #14        | Promised Land                   | Chuck Berry                                                        | 2:55   |
| 10.     | 10/12/73  | PB 10074b   | 27/9/74  |            | It's Midnight                   | Billy Edd Wheeler & Jerry Chesnut                                  | 3:21   |
| 11.     | 13/12/73  | PB 10191    | 4/1/75   | #20        | My Boy                          | Bill Martin, Jean-Pierre Bourtrayre, Phil Coulter, Claude François | 3:19   |
| 12.     | 13/12/73  | 2548b       | 10/74    |            | Loving Arms                     | Tom Jans                                                           | 2:50   |
| 13.     | 11/3/75   | PB 10278    | 22/4/75  | #35        | T-R-O-U-B-L-E                   | Jerry Chesnut & Steve Tyrell                                       | 3:02   |
| 14.     | 12/12/73  | PB 10278b   | 23/4/75  |            | Mr. Songman                     | Donnie Summer                                                      | 2:07   |
| 15.     | 12/3/75   | PB 10401    | 20/9/75  |            | Bringing It Back                | Greg Gordon                                                        | 3:00   |
| 16.     | 12/3/75   | PB 10401b   | 20/9/75  |            | Pieces of My Life               | Troy Seals                                                         | 4:03   |
| 17.     | 10/3/75   | 2635        | 11/75    | UK #29     | Green Green Grass of Home       | Curly Putman                                                       | 3:35   |
| 18.     | 12/12/73  | PB 10191b   | 4/1/75   |            | Thinking About You              | Tim Baty                                                           | 3:00   |
| 19.     | 5/2/76    | PB 10601    | 12/3/76  | #28        | Hurt                            | Jimmie Crane & Al Jacobs                                           | 2:06   |
| 20.     | 5/2/76    | PB 10601b   | 12/3/76  |            | For the Heart                   | Dennis Linde                                                       | 3:22   |
| 21.     | 4/2/76    | PB 10857    | 29/11/76 | #31        | Moody Blue                      | Mark James                                                         | 3:22   |
| 22.     | 2/2/76    | PB 10857b   | 29/11/76 |            | She Thinks I Still Care         | Dickey Lee                                                         | 3:51   |
| 23.     | 29/10/76  | PB 10998    | 6/6/77   | #18        | Way Down                        | Layng Martine Jr.                                                  | 2:38   |
| 24.     | 29/10/76  | PB 10998b   | 6/6/77   |            | Pledging My Love                | Don Robey & Ferdinand Washington                                   | 2:50   |

### Disc 3: Studio Highlights 1970-1971
| Traccia | Incisione | Album                   | N° Catalog. | Data     | Classifica | Titolo                                        | Autori                                       | Durata |
| ------- | --------- | ----------------------- | ----------- | -------- | ---------- | --------------------------------------------- | -------------------------------------------- | ------ |
| 1.      | 4/6/70    | That's the Way It Is    | LSP 4445    | 11/11/70 | #21        | Twenty Days and Twenty Nights                 | Scott Weisman & Clive Westlake               | 3:15   |
| 2.      | 4/6/70    | Elvis Now               | LSP 4460    | 20/2/72  | #43        | I Was Born About Ten Thousand Years Ago       | Traditional                                  | 3:28   |
| 3.      | 4/6/70    | Elvis Country           | LSP 4671    | 2/1/71   | #12        | The Fool                                      | Naomi Ford & Lee Hazlewood                   | 2:24   |
| 4.      | 4/6/70    | precedentemente inedito |             |          |            | A Hundred Years from Now                      | Lester Flatt & Earl Scruggs                  | 1:40   |
| 5.      | 4/6/70    | Elvis Country           | LSP 4460    | 2/1/71   | #12        | Little Cabin on the Hill                      | Bill Monroe & Lester Flatt                   | 1:47   |
| 6.      | 4/6/70    | Love Letters from Elvis | LSP 4530    | 16/6/71  | #33        | Cindy Cindy                                   | Dolores Fuller, Buddy Kaye, Ben Weisman      | 2:31   |
| 7.      | 5/6/70    | That's the Way It Is    | LSP 4445    | 11/11/70 | #21        | Bridge Over Troubled Water                    | Paul Simon                                   | 4:29   |
| 8.      | 5/6/70    | Love Letters from Elvis | LSP 4530    | 16/6/71  | #33        | Got My Mojo Working/Keep Your Hands Off of It | Preston Foster, Elvis Presley                | 4:34   |
| 9.      | 5/6/70    | Elvis Country           | LSP 4460    | 2/1/71   | #12        | It's Your Baby You Rock It                    | Shirl Milete & Nora Fowler                   | 2:59   |
| 10.     | 5/6/70    | That's the Way It Is    | LSP 4445    | 11/11/70 | #21        | Stranger in the Crowd                         | Winfield Scott                               | 3:47   |
| 11.     | 5/6/70    | That's the Way It Is    | LSP 4445    | 11/11/70 | #21        | Mary in the Morning                           | Johnny Cymbal & Michael Rashkow              | 4:11   |
| 12.     | 7/6/70    | Love Letters from Elvis | LSP 4530    | 16/6/71  | #33        | It Ain't No Big Thing (But It's Growing)      | Shorty Hall, Alice Joy Merritt, Neal Merritt | 2:46   |
| 13.     | 7/6/70    | That's the Way It Is    | LSP 4445    | 11/11/70 | #21        | Just Pretend                                  | Guy Fletcher & Doug Flett                    | 4:02   |
| 14.     | 7/6/70    | Elvis Country           | LSP 4460    | 2/1/71   | #12        | Faded Love*                                   | Bob Wills & Johnnie Lee Wills                | 4:06   |
| 15.     | 7/6/70    | Elvis Country           | LSP 4460    | 2/1/71   | #12        | Tomorrow Never Comes*                         | Johnny Bond & Ernest Tubb                    | 4:04   |
| 16.     | 7/6/70    | Elvis Country           | LSP 4460    | 2/1/71   | #12        | Make the World Go Away                        | Hank Cochran                                 | 3:35   |
| 17.     | 7/6/70    | Elvis Country           | LSP 4460    | 2/1/71   | #12        | Funny How Time Slips Away                     | Willie Nelson                                | 4:19   |
| 18.     | 7/6/70    | Elvis Country           | LSP 4460    | 2/1/71   | #12        | I Washed My Hands In Muddy Water*             | Joe Babcock                                  | 4:57   |
| 19.     | 22/9/70   | Elvis Country           | LSP 4460    | 2/1/71   | #12        | Snowbird                                      | Gene MacLellan                               | 2:04   |
| 20.     | 22/9/70   | Elvis Country           | LSP 4460    | 2/1/71   | #12        | Whole Lotta Shakin' Goin' On                  | Dave "Curly" Williams & Sunny David          | 3:02   |
| 21.     | 15/3/71   | He Touched Me           | LSP 4690    | 3/4/72   | #79        | Amazing Grace*                                | Traditional                                  | 3:26   |
| 22.     | 15/3/71   | Elvis                   | APL1 0283   | 16/7/73  | #52        | (That's What You Get) For Lovin' Me           | Gordon Lightfoot                             | 2:08   |
| 23.     | 17/5/71   | precedentemente inedito |             |          |            | Lady Madonna                                  | John Lennon & Paul McCartney                 | 1:20   |

### Disc 4: Studio Highlights 1971-1976
| Traccia | Incisione | Album                        | N° Catalog. | Data     | Classifica | Titolo                              | Autori                                                   | Durata |
| ------- | --------- | ---------------------------- | ----------- | -------- | ---------- | ----------------------------------- | -------------------------------------------------------- | ------ |
| 1.      | 15/5/71   | Wonderful World of Christmas | LSP 4579    | 20/10/71 |            | Merry Christmas, Baby               | Lou Baxter & Johnny Moore                                | 5:43   |
| 2.      | 20/5/71   | precedentemente inedito      |             |          |            | I Shall Be Released                 | Bob Dylan                                                | 0:48   |
| 3.      | 16/5/71   | Elvis                        | APL1 0283   | 16/7/73  | #52        | Don't Think Twice, It's All Right*  | Bob Dylan                                                | 4:00   |
| 4.      | 19/5/71   | Elvis                        | APL1 0283   | 16/7/73  | #52        | It's Still Here*                    | Ivory Joe Hunter                                         | 3:29   |
| 5.      | 5/19/71   | Elvis                        | APL1 0283   | 16/7/73  | #52        | I'll Take You Home Again, Kathleen* | Thomas P. Westendorf                                     | 2:28   |
| 6.      | 5/19/71   | Elvis                        | APL1 0283   | 16/7/73  | #52        | I Will Be True                      | Ivory Joe Hunter                                         | 2:34   |
| 7.      | 10/6/71   | precedentemente inedito      |             |          |            | My Way                              | Paul Anka, Claude François, Jacques Revaux               | 4:32   |
| 8.      | 27/3/72   | precedentemente inedito      |             |          |            | For the Good Times                  | Kris Kristofferson                                       | 3:11   |
| 9.      | 22/7/73   | Raised on Rock               | APL1 0388   | 1/10/73  | #50        | Just a Little Bit                   | Ralph Bass, Buster Brown, John Thornton, Fats Washington | 2:31   |
| 10.     | 21/7/73   | precedentemente inedito      |             |          |            | It's Diff'rent Now                  | Clive Westlake                                           | 2:31   |
| 11.     | 23/9/73   | Raised on Rock               | APL1 0388   | 1/10/73  | #50        | Are You Sincere                     | Wayne Walker                                             | 1:59   |
| 12.     | 10/12/73  | Good Times                   | CPL1 0475   | 20/3/74  | #90        | I Got A Feelin' in My Body          | Dennis Linde                                             | 3:33   |
| 13.     | 11/12/73  | Promised Land                | APL1 0873   | 1/8/75   | #47        | You Asked Me To                     | Waylon Jennings & Billy Joe Shaver                       | 2:52   |
| 14.     | 13/12/73  | Good Times                   | CPL1 0475   | 20/3/74  | #90        | Good Time Charlie's Got the Blues   | Danny O'Keefe                                            | 3:12   |
| 15.     | 14/12/73  | Good Times                   | CPL1 0475   | 20/3/74  | #90        | Talk About the Good Times           | Jerry Reed                                               | 2:36   |
| 16.     | 11/3/75   | precedentemente inedito      |             |          |            | Tiger Man                           | Lewis Burns, Al Lewis, Joe Hill Louis                    | 3:05   |
| 17.     | 10/3/75   | Today                        | APL1 1039   | 7/5/75   | #57        | I Can Help                          | Billy Swan                                               | 4:02   |
| 18.     | 11/3/75   | Today                        | APL1 1039   | 7/5/75   | #57        | Susan When She Tried                | Don Reid                                                 | 2:16   |
| 19.     | 11/3/75   | Today                        | APL1 1039   | 7/5/75   | #57        | Shake a Hand                        | Joe Morris                                               | 3:48   |
| 20.     | 2/2/76    | take alternativa inedita     |             |          |            | She Thinks I Still Care             | Dickey Lee                                               | 3:26   |
| 21.     | 5/2/76    | From Elvis Presley Boulevard | APL1 1506   | 20/4/76  | #41        | Danny Boy                           | Frederick Weatherly                                      | 3:56   |
| 22.     | 6/2/76    | From Elvis Presley Boulevard | APL1 1506   | 20/4/76  | #41        | Love Coming Down                    | Jerry Chesnut                                            | 3:06   |
| 23.     | 30/10/76  | Moody Blue                   | AFL1 2428   | 19/7/77  | #3         | He'll Have to Go                    | Joe Allison & Audrey Allison                             | 4:30   |

### Disc 5: The Elvis Presley Show
| Traccia | Incisione | Album                           | N° Catalog. | Data     | Classifica | Titolo                          | Autori                                                     | Durata |
| ------- | --------- | ------------------------------- | ----------- | -------- | ---------- | ------------------------------- | ---------------------------------------------------------- | ------ |
| 1.      | 18/2/70   | On Stage: February 1970         | LSP 4362    | 23/6/70  | #13        | See See Rider                   | Traditional                                                | 2:23   |
| 2.      | 11/8/70   | precedentemente inedito         |             |          |            | Men With Broken Hearts          | Hank Williams                                              | 0:31   |
| 3.      | 19/2/70   | On Stage: February 1970         | LSP 4362    | 23/6/70  | #13        | Walk a Mile In My Shoes         | Joe South                                                  | 2:57   |
| 4.      | 18/2/70   | On Stage: February 1970         | LSP 4362    | 23/6/70  | #13        | Polk Salad Annie                | Tony Joe White                                             | 4:46   |
| 5.      | 17/2/70   | On Stage: February 1970         | LSP 4362    | 23/6/70  | #13        | Let It Be Me                    | Gilbert Bécaud, Mann Curtis, Pierre Delanoë                | 3:28   |
| 6.      | 16/2/70   | On Stage: February 1970         | LSP 4362    | 23/6/70  | #13        | Proud Mary                      | John Fogerty                                               | 2:30   |
| 7.      | 11/8/70   | precedentemente inedito         |             |          |            | Something                       | George Harrison                                            | 3:40   |
| 8.      | 12/8/70   | That's the Way It Is            | LSP 4445    | 11/11/70 | #21        | You've Lost That Lovin' Feelin' | Barry Mann, Cynthia Weil, Phil Spector                     | 4:23   |
| 9.      | 11/8/70   | precedentemente inedito         |             |          |            | Heartbreak Hotel                | Mae Axton, Tommy Durden, Elvis Presley                     | 1:41   |
| 10.     | 12/8/70   | precedentemente inedito         |             |          |            | I Was the One                   | Aaron Schroeder, Claude DeMetrius, Hal Blair, Bill Peppers | 1:19   |
| 11.     | 11/8/70   | precedentemente inedito         |             |          |            | One Night                       | Dave Bartholomew, Pearl King, Anita Steiman                | 1:47   |
| 12.     | 16/2/72   | precedentemente inedito         |             |          |            | Never Been to Spain             | Hoyt Axton                                                 | 3:28   |
| 13.     | 16/2/72   | precedentemente inedito         |             |          |            | You Gave Me a Mountain          | Marty Robbins                                              | 3:15   |
| 14.     | 16/2/72   | Elvis                           | APL1 0283   | 16/7/73  | #52        | It's Impossible                 | Armando Manzanero & Sid Wayne                              | 2:52   |
| 15.     | 16/2/72   | precedentemente inedito         |             |          |            | A Big Hunk o' Love              | Aaron Schroeder & Sidney Wyche                             | 2:02   |
| 16.     | 17/2/72   | precedentemente inedito         |             |          |            | It's Over                       | Jimmie F. Rodgers                                          | 2:20   |
| 17.     | 17/2/72   | He Walks Beside Me              | AFL1 2772   | 2/78     | #113       | The Impossible Dream            | Joe Darion & Mitch Leigh                                   | 2:29   |
| 18.     | 10/6/72   | precedentemente inedito         |             |          |            | Reconsider Baby                 | Lowell Fulsom                                              | 2:41   |
| 19.     | 10/6/72   | precedentemente inedito         |             |          |            | I'll Remember You               | Kui Lee                                                    | 2:35   |
| 20.     | 14/1/73   | Aloha from Hawaii Via Satellite | VPSX 6089   | 4/2/73   | #1         | I'm So Lonesome I Could Cry     | Hank Williams                                              | 2:15   |
| 21.     | 14/1/73   | Aloha from Hawaii Via Satellite | VPSX 6089   | 4/2/73   | #1         | Suspicious Minds                | Mark James                                                 | 4:29   |
| 22.     | 24/4/77   | Moody Blue                      | AFL1 2428   | 19/7/77  | #3         | Unchained Melody                | Alex North & Hy Zaret                                      | 2:27   |
| 23.     | 16/8/74   | precedentemente inedito         |             |          |            | The Twelfth of Never            | Jay Livingston & Paul Francis Webster                      | 2:39   |
| 24.     | 16/8/74   | precedentemente inedito         |             |          |            | Softly As I Leave You           | Giorgio Calabrese, Antonio deVita, Hal Shaper              | 2:14   |
| 25.     | 15/7/70   | precedentemente inedito         |             |          |            | Allá en el Rancho Grande        | Silvano Ramos, Del Moral, Urange                           | 2:04   |
| 26.     | 29/7/70   | precedentemente inedito         |             |          |            | Froggy Went A-Courting          | Traditional                                                | 2:15   |
| 27.     | 24/7/70   | precedentemente inedito         |             |          |            | Stranger in My Own Home Town    | Percy Mayfield                                             | 4:37   |

## Formazione
- Elvis Presley – voce, chitarra, pianoforte
- James Burton – chitarra
- John Wilkinson - chitarra
- Charlie Hodge - chitarra, cori
- Chip Young - chitarra
- Reggie Young - chitarra
- Eddie Hinton - chitarra
- Dennis Linde - chitarra
- Glen Hardin - pianoforte
- David Briggs - tastiere
- Charlie McCoy - organo, armonica a bocca
- Bobby Wood - pianoforte
- Bobby Emmons - organo
- Tony Brown - tastiere
- Pete Hallin - tastiere
- Greg Gordon - clavinet
- Don Sumner - pianoforte
- Norbert Putnam - basso
- Bob Lanning - basso
- Jerry Scheff – basso
- Emory Gordy - basso
- Tommy Cogbill - basso
- Duke Bardwell - basso
- Thomas Hensley - basso

- Ronnie Tutt - batteria
- Jerry Carrigan – batteria
- Bob Lanning – batteria
- Kenny Buttrey - batteria
- Farrell Morris - percussioni
- Weldon Myrick - pedal steel guitar
- Bobby Thompson – banjo
- Buddy Spicher – violino
- J.D. Sumner & The Stamps - cori
- Kathy Westmoreland - cori
- The Imperials - cori
- The Sweet Inspirations - cori
- The Jordanaires - cori
- The Nashville Edition - cori
- Millie Kirkham - cori
- Mary Holladay - cori
- Ginger Holladay - cori
- June Page - cori
- Sonja Montgomery - cori
- Dolores Edgin - cori
- Mary Greene - cori
- Susan Pilkinton - cori
- Myrna Smith - cori
- Sherrill Nielsen - cori
- Temple Riser- cori